# Cantón de Villeneuve-de-Marsan
El cantón de Villeneuve-de-Marsan era una división administrativa francesa, que estaba situada en el departamento de Landas y la región de Aquitania.

## Composición
El cantón estaba formado por doce comunas:
- Arthez-d'Armagnac
- Bourdalat
- Le Frêche
- Hontanx
- Lacquy
- Montégut
- Perquie
- Pujo-le-Plan
- Saint-Cricq-Villeneuve
- Sainte-Foy
- Saint-Gein
- Villeneuve-de-Marsan

## Supresión del cantón de Villeneuve-de-Marsan
En aplicación del Decreto n.º 2014-181 de 18 de febrero de 2014, el cantón de Villeneuve-de-Marsan fue suprimido el 22 de marzo de 2015 y sus 12 comunas pasaron a formar parte del nuevo cantón de Adur Armañac.